# Urojaini (Novopokróvskaia)
|  | Per a altres significats, vegeu «Urojaini». |

Urojaini - Урожайный (rus) és un possiólok del krai de Krasnodar, a Rússia. És a 25 km al sud-oest de Novopokróvskaia i a 144 km al nord-est de Krasnodar. Pertany a la stanitsa de Novopokróvskaia.